# JS 휴가 (DDH-181)
DDH-181 휴가는 첫 번째로 건조된 휴가급 구축함으로, 2009년 3월 18일에 취역된 해상자위대 호위 함대 소속 1 호위대군의 기함이다. 일본의 함대 배치도, 4개 함대에 각각 기함을 배치하고 있다. 휴우가급도 그 기함 중 하나다.

## 제원
만재배수량은 2만톤으로 10%, 수면에서 비행갑판까지의 높이는 15m로 1m이상, 휴가 함이 더 크고 높으며 갑판도 휴가함이 약간 더 넓다. 또 대함미사일에 피격시 데미지컨트롤과 관련된 측면외벽의 두께역시 휴가함이 독도함보다 훨씬 두껍다. 독도함은 휴가함이 아닌 오오스미함(상륙지원수송함)과 유사한 개념의 함이다.

## 같이 보기
- 휴가급 구축함
- 이세함